# 秦侯
秦侯（—前848年），西周时期秦国君主。非子之子，在位10年。

## 生平
前858年，非子去世，秦侯继位。
前848年，秦侯去世，其子公伯继位。